# Johann Georg Weber

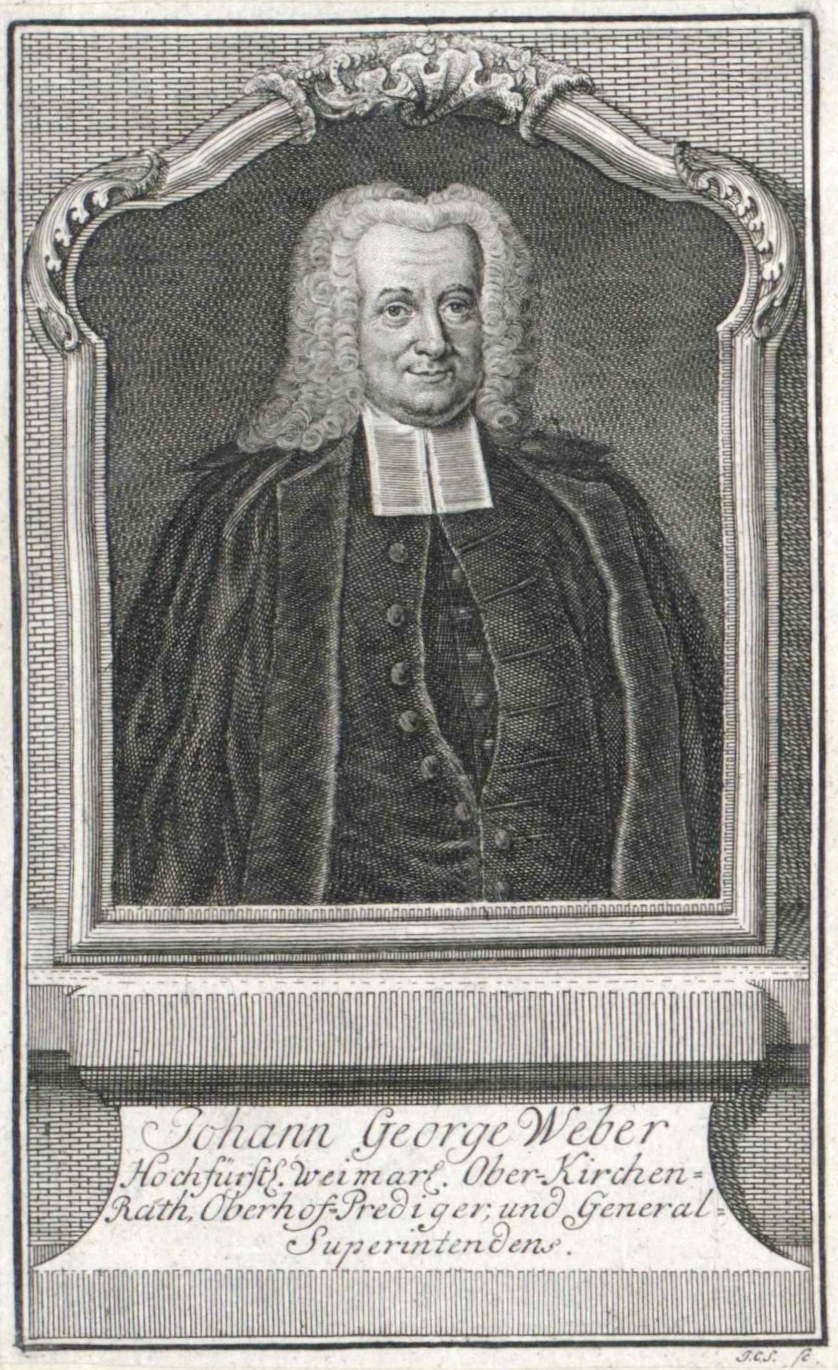
Johann George Weber

Johann Georg Weber (* 10. Juli 1687 in Herwigsdorf/Zittau; † 24. November 1753 in Weimar) war ein deutscher lutherischer Theologe.

## Leben
Der Sohn des Mathematikers und Mechanikers Martin Weber, der in seinem Geburtsort auch als Gerichtsschreiber, Organist und Schullehrer tätig war, hatte an den Lehranstalten seines Geburtsorts die erste Ausbildung erhalten. Nach dem Besuch des Gymnasiums in Zittau, wo er gründliche Vorkenntnisse, besonders in den älteren Sprachen erwarb, widmete sich Weber an der Universität Leipzig dem theologischen Studium. Bei dem Jubiläum der dortigen Hochschule 1709 erlangte er den akademischen Grad eines Magisters der Philosophie und erwarb das Recht, öffentliche Vorlesungen zu halten.
Nachdem er eine Zeitlang als Hauslehrer Ruppersdorf gewirkt hatte, erhielt er 1718 die Stelle eines Vesperpredigers an der Universitätskirche in Leipzig. Das nächste Jahr führte ihn nach Weimar, wo er Diakon an der Hauptkirche und 1720 Oberhofprediger wurde. Mit der Würde eines Generalsuperintendenten und Oberpfarrers zu St. Peter und Paul, die er 1730 erhielt, wurde er zugleich Inspektor des Weimarer Gymnasiums. Er hatte bist zu seinem Tod das Amt eines Sachsen-Weimarer Oberkirchenrats inne und war ab 1728 Assessor am Oberkonsistorium.

## Wirken
Seinen Zeitgenossen empfahl sich Weber besonders durch sein Talent als Kanzelredner und durch mehrere asketische Schriften. Dahin gehörten außer seinem „erbaulichen Lebensprediger“ (1720) die Lehr- und Betandachten, die er unter dem Titel Jesus, die gekreuzigte Liebe (1742) drucken ließ, und seine Pfingstbetrachtungen, die er unter der Überschrift Das Geheimniß des Reiches Christi im heiligen Geist (1743) vereinigte. Durch mehrere Leichen- und Kasualpredigten zeigte er sich als tüchtiger Homilet. In einigen seiner Schriften berührte er dogmatische Gegenstände, unter anderem in seiner 1731 erschienenen Abhandlung über die Lehre von der Höllenfahrt Christi.
1734 erläuterte er aus den hebräischen und kirchlichen Altertümern den ursprünglichen Sinn und die Bedeutung des Wortes Amen als evangelische Glaubensformel. Zudem wurde er als Herausgeber einiger Weimarischer Gesangbücher bekannt, deren erstes unter dem Titel erschien: Heilige Übungen der Gottseeligkeit in Singen und Beten oder neueingerichtetes Weimarischen Gesang- und Gebeth-Buch u. s. w. (enthält im Ganzen 531 Lieder). Ein weiteres mit dem Titel Der singende Glaube des Weimarischen Zions oder neu eingerichtetes Weimarisches Gesang-Buch u. s. w., 1739 (enthält im Ganzen 1058 Lieder).

## Werke
- Diss. de sacris nocturnis.  Leipzig 1718
- Der erbauliche Lebensprediger, in sieben unterschiedlichen Andachten von dem ewigen Leben. Leipzig 1720
- Ordo ecclesiasticus in Augustana Confessions triumphant. Weimar 1730
- Doctrina tutior de descensu Christi ad inferos ad ductum Scripturae divinae et ex consensu ecclesiastico pariter ac symbolico, in compendium redacta. Weimar 1731
- Evangelisches Denkmal, bei Gelegenheit der Salzburgischen Emigranten. Weimar 1732
- Ο ΑΜΗΝ χαι το ΑΜΗΝ, hoc est, commentatio exegetico - theoloica in Amen Evangelicum, vel veritatem doctrinae evangelicae jurejurando Christi confirmatam, qua vocis Amen sensum genuinura et usum ex antiquitatibus sacris et ecclesiasticis in feliciorem laboris suscepti transactionem evolvit etc. Jena 1734
- Kindliches Denkmal zum väterlichen Grabmal. Darin der heilige Hunger und Durst nach der himmlischen Sättigung im ewigen Leben seinem liebwerthen alter Vater, nach den von ihm selbst angegebenen Sprüchen Matth. 5, 6. Röm. 5, 1. Ps. 17, 15. Auf vielfältiges Begehren zur heiliger Todesbereitschaft entworfen ist u.s.w. Weimar 1736
- Die wahre Selbsterkenntniß bei dem Christenthum, auf hohe Veranlassung erbaulich entworfen, und nebst einer dahin gehörigen Predigt von Leuten, die sich bei dem Christenthum selbst betrügen, an’s Licht gestellt u.s.w. Weimar 1739
- Das Letzte das Beste, das Beste das Letzte, eine Parentation. Weimar 1741
- Das rechte Glück zum neuen Jahre. Eisenach 1742
- Jesus, die gekreuzigte Liebe, auf dem Myrrenberge und Weihrauchshügel, in hundert erbaulichen Lehr- und Beandachten, zu heiliger Anwendung der sieben Fastenwochen wohlmeinesnd gezeigt. Jena 1742
- Das Geheimnis des Reichs Christi im heiligen Geist; oder fünf erbauliche Pfingsbetrachtungen. Jena 1743
- Weimarische neue Catechismusschule. 17??